# Nothing Changes
Nothing Changes is een liedje geschreven door Graeme Edge van The Moody Blues.
Het nummer kent een “klassieke Moodies”-opbouw, onder meer terug te vinden in de opening en sluiting van het album Days of Future Passed. Na een kort intro volgt gesproken tekst door Edge zelf. Het is een weerslag van jarenlang toeren met de band. Het genoemde album komt even voorbij ("future’s passed"). Ook verwijst hij naar 1984 van George Orwell met zijn totalitaire staat, Komeet Halley kwam (in 1984) weer eens voorbij als ook de Toren van Babel wordt vermeld. Gedurende de tekst verandert de muziek van alleen piano naar muziek van akoestische gitaar, synthesizerstrijkers en dwarsfluit. Als de dichtregels uitgesproken zijn komt er een injectie met een trage elektrische gitaarsolo en neemt Justin Hayward de zang over. De slotregels zijn een verwijzing naar ex-lid Mike Pinder's A Simple Game ("and life is still a simple game").
Nothing Changes, tot in 2003 tijdens concerten uitgevoerd, was de laatste compositorische bijdrage van oerlid en drummer Graeme Edge. Hij zou nog wel blijven drummen, maar meer op de achtergrond; The Moodie Blues kende in de 21e eeuw een tweede drummer. Toen hij in 2021 overleed zeiden de twee andere leden Justin Hayward en John Lodge (Ray Thomas is in 2018 overleden), dat met het overlijden van Edge de band als zodanig werd opgeheven.